# Sisyrinchium rosulatum
Sisyrinchium rosulatum là một loài thực vật có hoa trong họ Diên vĩ. Loài này được E.P.Bicknell miêu tả khoa học đầu tiên năm 1899.